# Nicolas de Tolentino
Pour les articles homonymes, voir Nicolás de Tolentino (homonymie) et Tolentino (homonymie).
Saint Nicolas de Tolentino (Sant'Angelo in Pontano, 1245 - Tolentino, 10 septembre 1305) est un frère de l'ordre des ermites de Saint-Augustin (aujourd'hui ordre de Saint-Augustin, abrégé en « O.S.A. »). Il est connu pour sa piété, ses miracles et sa dévotion aux âmes du purgatoire. De son vrai nom, Nicola Compagnone dit de Tolentino, à cause de son long séjour dans cette localité, il est révéré comme saint de l'Église catholique qui l'a canonisé en 1446.

## Biographie

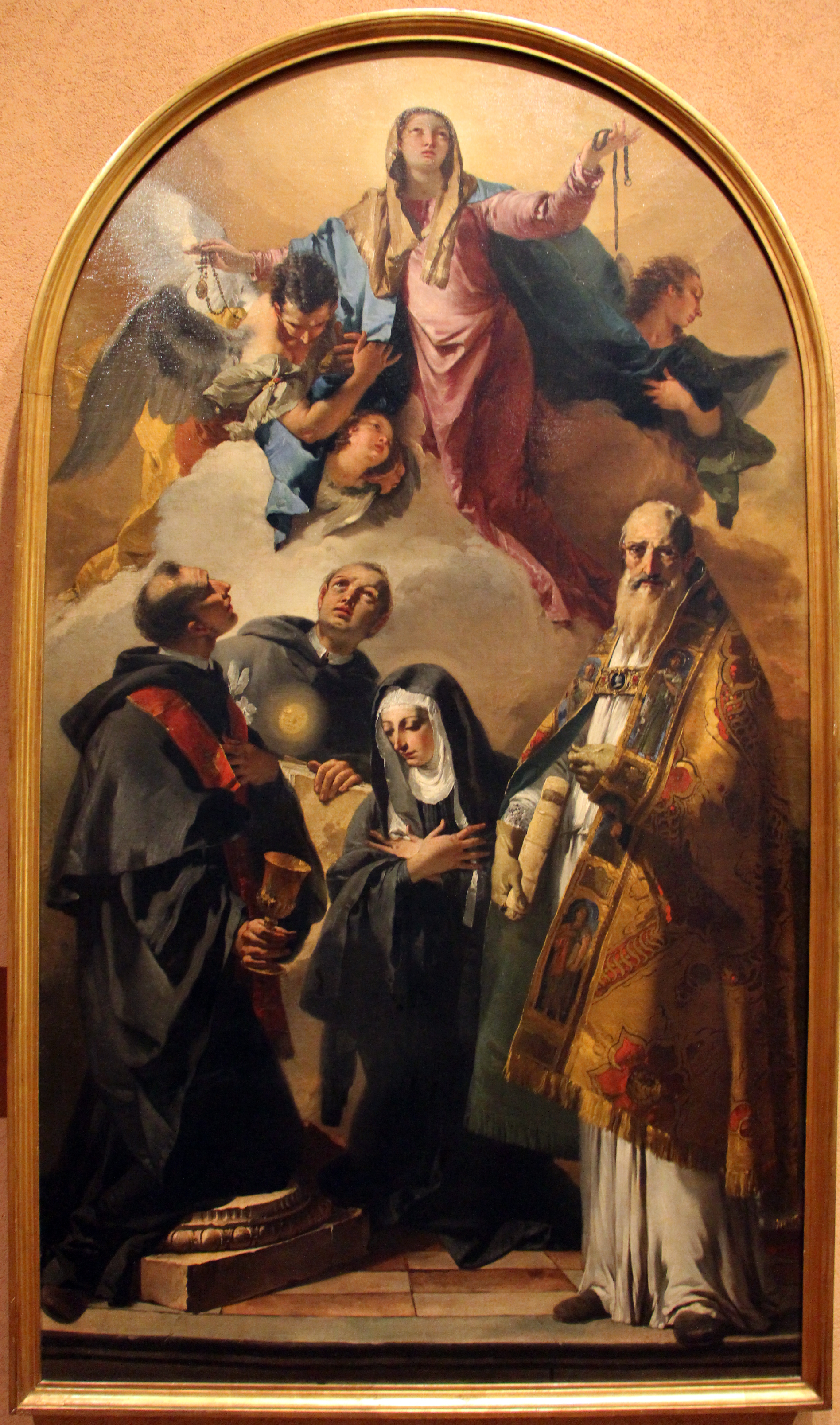
La Vierge, les anges et les saints Gaétan de Thiène, Nicolas de Tolentino, Monique et Augustin, Giambattista Tiepolo vers 1730,
musée Poldi-Pezzoli, Milan.

Nicolas est né de parents très pieux à Sant'Angelo in Pontano, un bourg proche de Fermo, dans l'actuelle province de Macerata, faisant alors partie des États pontificaux. Son père et sa mère, Compagnonus (Compagnon) de Guarutti et Amata (Aimée) de Guidiani, désespérés de ne pas avoir d'enfant avaient fait un pèlerinage à Bari auprès du sanctuaire dédié à saint Nicolas en priant d'avoir un fils, d'où l'origine de son prénom.
Âgé d'à peine 7 ans, Nicolas, à l'imitation de son saint patronymique, pratiqua l'abstinence en jeûnant plusieurs jours dans la semaine.
Il était encore bien jeune quand il entendit la prédication d'un chanoine de l'Ordre des Augustins. Enthousiasmé par ce discours, il entra aussitôt dans cet ordre.
Là, il observa une forme parfaite de vie religieuse, pratiquant le jeûne et les mortifications, mais aussi impressionnant ses frères par son humilité et sa charité.
Après avoir visité plusieurs couvents afin d'être montré en exemple de vertus, puis après avoir reçu la prêtrise à Cingoli des mains de l'évêque d'Osimo, il fut envoyé en 1279 à Tolentino où il passa ses trente dernières années. Il s'y employa à prêcher l'Évangile, à catéchiser et à confesser et sa douceur, autant que sa foi, ramenèrent de nombreuses personnes dans la bonne voie.
À la fin de sa vie, la légende raconte qu'il entendait tous les soirs le concert des anges.

## Miracles
Beaucoup de miracles lui ont été attribués parmi lesquels : 
- Un jour le diable entra dans sa cellule, sous la forme d'un gros oiseau. D'un mouvement de l'aile, celui-ci renversa la lampe qui s'éteignit et se brisa par terre. Nicolas ramassa les débris et les rejoignit si finement qu'il n'y eut aucune trace de l'accident.

- Il partageait toute son humble nourriture avec les pauvres. Un jour, son supérieur lui demanda ce qu'il portait dans son tablier. Ce sont des fleurs lui répondit-il, et il lui montra le pain changé en roses.Ce miracle est aussi présent dans les vies de Sainte Élisabeth de Hongrie, de sainte Élisabeth de Portugal et de Roseline de Villeneuve.

## Canonisation

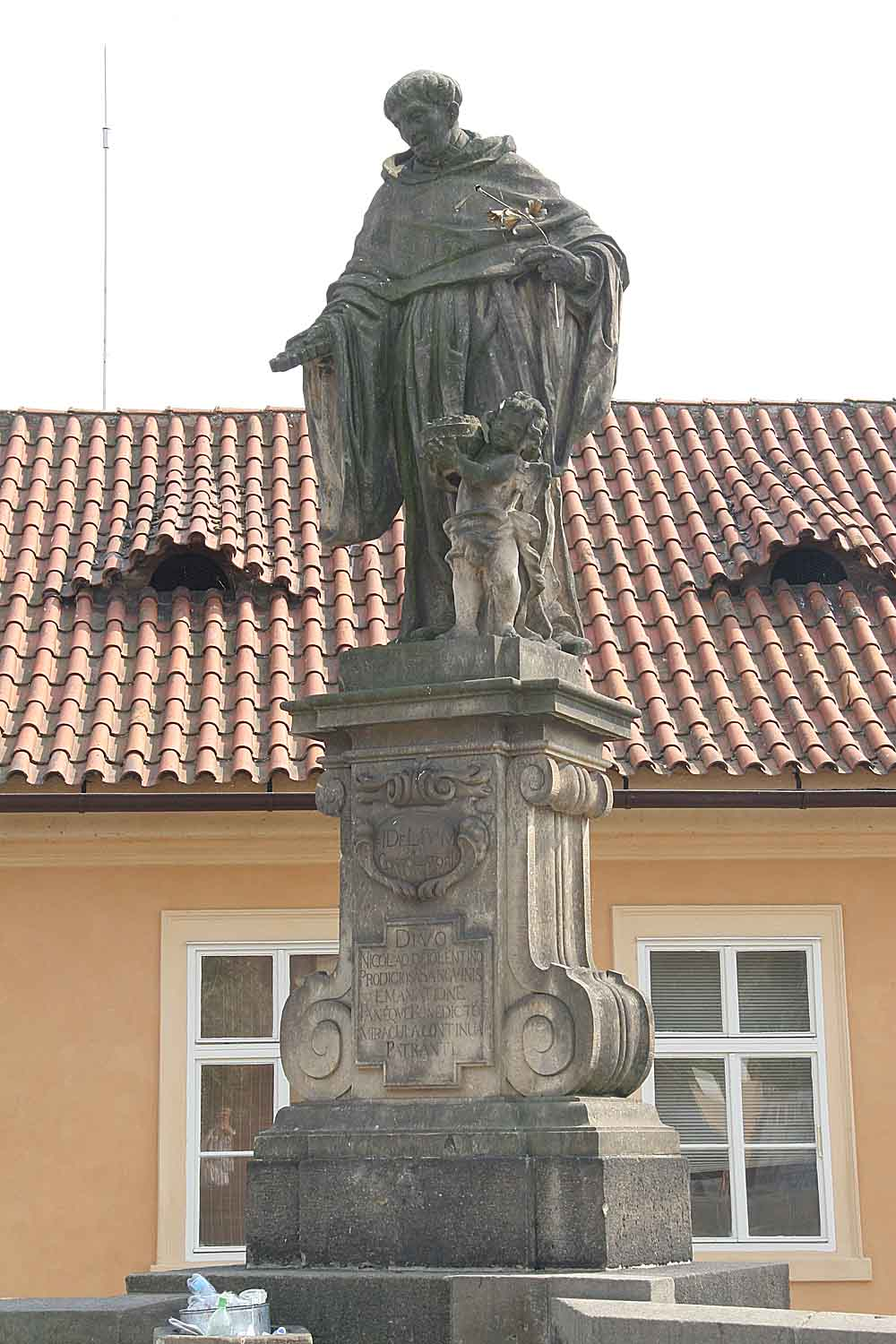
Statue de saint Nicolas Tolentino à Prague.

Nicolas de Tolentino fut canonisé par le Pape Eugène IV en 1446.

## Fête
- Les fêtes en l'honneur de Saint Nicolas de Tolentino ont lieu le 10 septembre[1]. Dans l’ordre des augustins, une cérémonie consistait en la bénédiction des pains. Celle-ci était observée également en la basilique N.-D. des Victoires. L’origine de cette bénédiction était liée au récit de la vie de saint Nicolas qui, pris de fièvre violente et en danger de mort, préféra s’adresser à la Sainte Vierge plutôt qu’à ses médecins, et la Vierge lui apparut qui lui conseilla de tremper le morceau de pain dans l’eau ; ce qu’il fit qui le guérit.
- Nicolas de Tolentino était invoqué également pour la délivrance des âmes du purgatoire

## Patronage
Il est le patron des opprimés, des enfants, des mères, et des Augustins.
Il est aussi le patron de son village natal de Sant'Angelo in Pontano dans les Marches en Italie centrale et du village de Puget-Théniers, commune française du département des Alpes-Maritimes

## Iconographie
Nicolas de Tolentino est représenté en habit d'ermite de Saint Augustin, portant le lys fleuri de la chasteté, le livre de la Règle d’Augustin, peut-être augmenté des Constitutions de son Ordre, une étoile et un crucifix, en particulier par les artistes suivants :
- Joos van Cleve, La Déploration du Christ, v. 1520-1525, au Musée du Louvre.
- Piero della Francesca, au Museo Poldi Pezzoli  à Milan.
- Le Pérugin, à la   galerie des Arts Antiques à Rome.
- Le Couronnement de saint Nicolas de Tolentino peint par Raphaël, Retable. Première commission connue de l'artiste, réalisée pour la chapelle d'Andrea Baronci dans l'église Sant'Agostino de Città di Castello. Détruite lors d'un tremblement de terre au XVIIIe siècle. Au moins quatre fragments en subsistent (Louvre, Capodimonte).
- François Bissolo à  Milan, XVIe siècle
- Statue sur le pont Charles, à Prague
- Saint Nicolas de Tolentino méditant - Autel de saint Nicolas de Tolentino dans l'église de la Madone des Grâces, à Nice[2].
- Giambattista Tiepolo : La Vierge, les anges et les saints Gaétan de Thiène, Nicolas de Tolentino, Monique et Augustin, vers 1730, Musée Poldi Pezzoli, à Milan[3]
- La chapelle Sainte-Anne de la basilique Notre-Dame des Victoires dans le 2°arrondissement de Paris lui était autrefois dédiée, qui, après restauration, fut détruite.

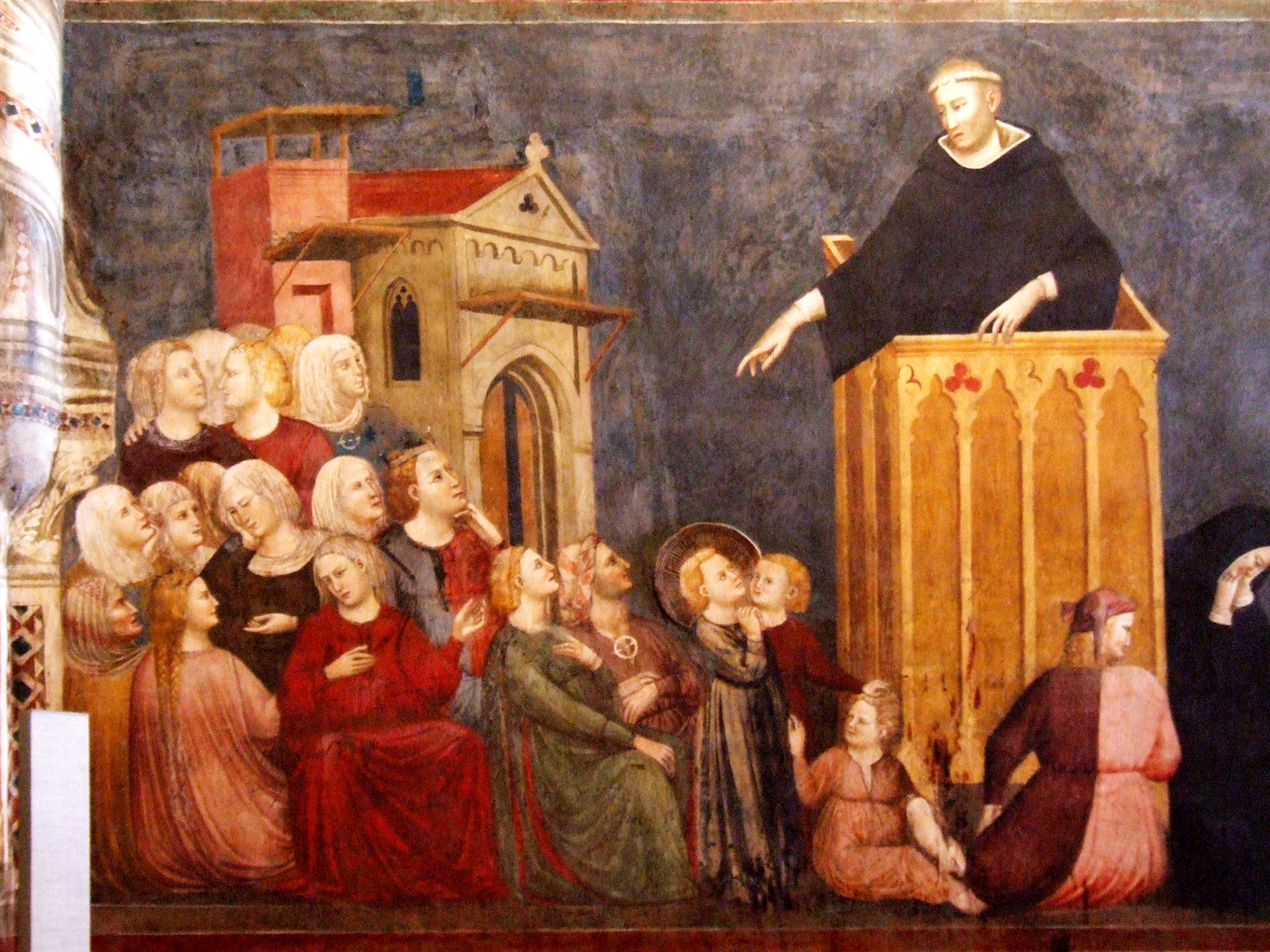
Saint Nicolas prêchant, basilique Saint Nicolas de Tolentino, à Tolentino en province de Macerata dans les Marches
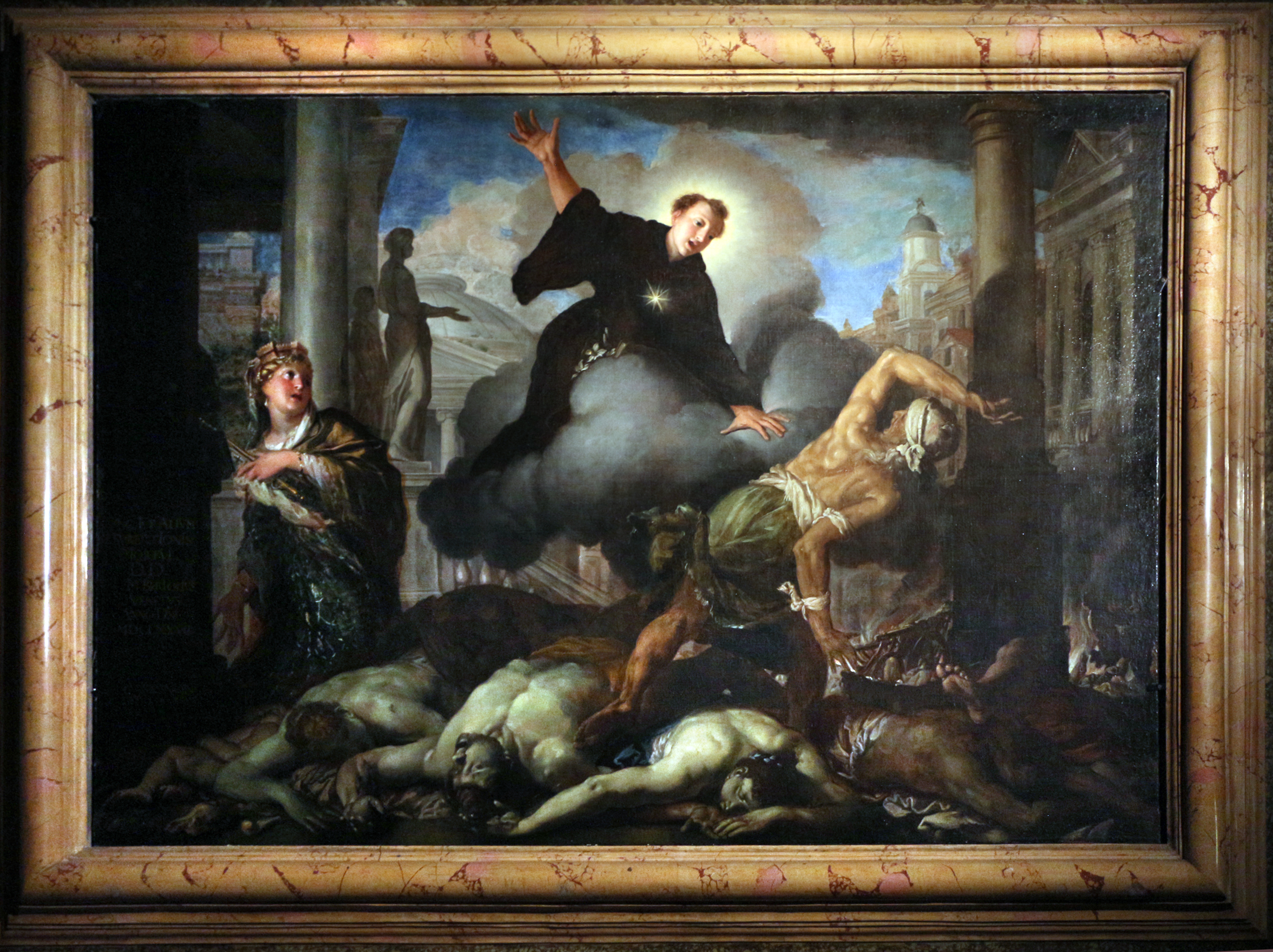
Miracle de Saint Nicolas de Tolentino durant la Peste de Gênes, école vénitienne, 1677
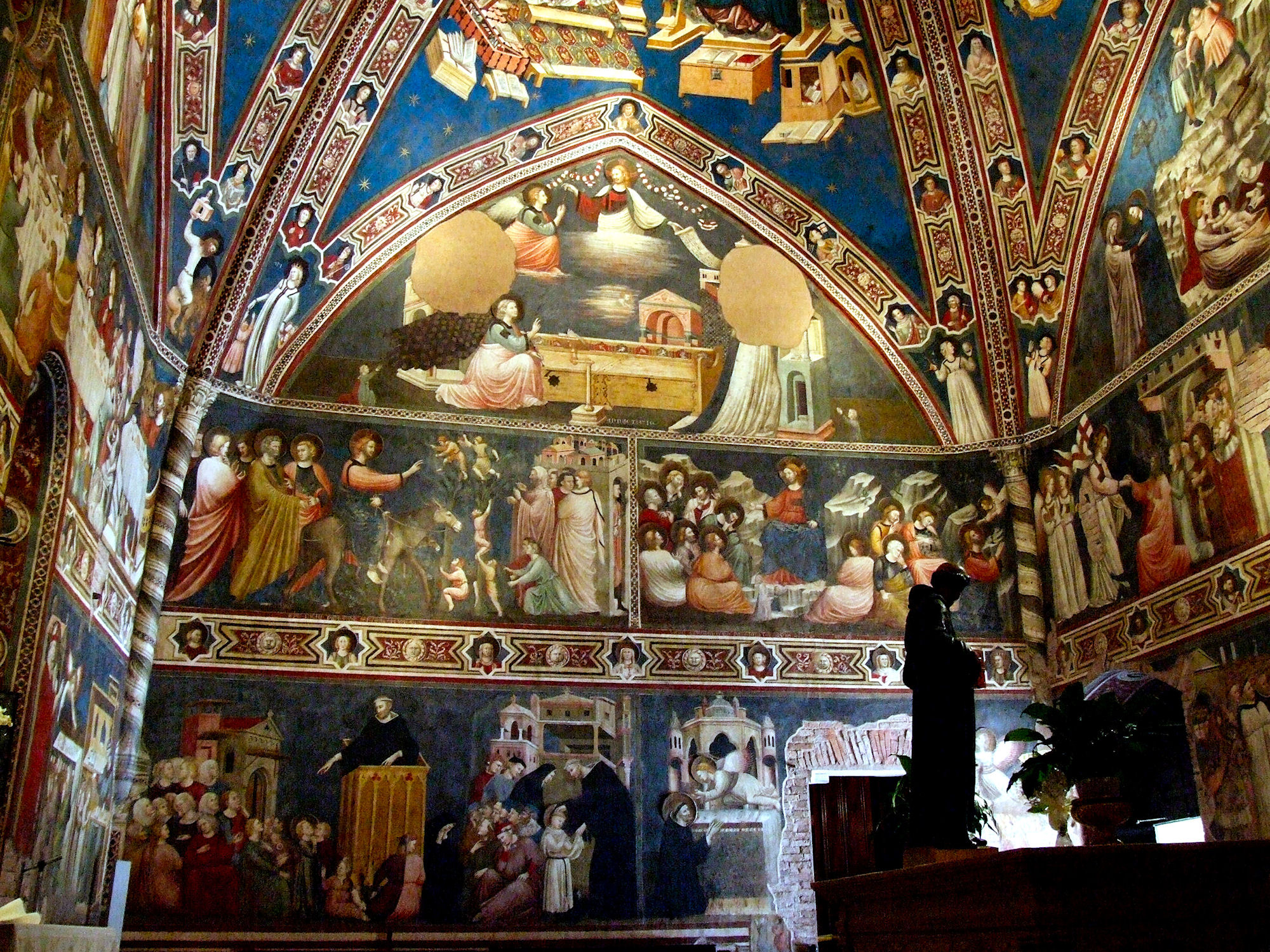
Grande Chapelle de la vie de Saint Nicolas de Tolentino, basilique San Nicola à Tolentino

## Sources
- Vie des Saints pour tous les jours de l'année -  Abbé L. Jaud - Tours - Mame - 1950.

- Le petit livre des saints - Rosa Giorgi - Larousse - 2006 -  (ISBN 2-03-582665-9)

- Histoire hagiologique de Belley ou recueil des vies des saints et des bienheureux nés dans ce diocèse, Jean-Irénée Depéry, édition Bottier, 1834, p. 384 à 400 .Google livres